# Дорофеев, Сергей Олегович
Серге́й Оле́гович Дорофе́ев (бел. Сяргей Алегавіч Дарафееў; род. 19 мая 1980 года, Минск, БССР) — белорусский журналист.

## Биография
Родился 19 мая 1980 года в
Минске.
Родители — инженеры, отец родом из г. Ровно (Украина).
Закончил Белорусский национальный технический университет, приборостроительный факультет.
Теле- и радиожурналистике учился за рубежом, выиграл грант Госдепартамента США — стажировался в СМИ Чикаго.
Работал на радио «Мир», «Альфа радио» и «Юнистар».
Свою карьеру на телевизионном канале «ОНТ» начал с должности редактора и ведущего программы «Наше утро», был ведущим ток-шоу «Выбор», авторской телевизионной программы «Дорофеев. Выбор+», директором дирекции утреннего вещания.
В 2010 году победитель Шестого Национального телевизионного конкурса «Телевершина» в номинации «Лучший ведущий общественно-политической (публицистической) программы».
В 2010 году читатели «Комсомолки» признали Дорофеева лучшим белорусским телеведущим, а в 2011 году отдали ему титул секс-символа Беларуси.
После прямого эфира 19 декабря, посвящённого президентским выборам, был отстранён от эфира по политическим мотивам, в апреле 2011 года был уволен с канала ОНТ.
В мае 2011 года Сергею Дорофееву присудили специальный приз «Медиаперсона» как персоне, за которую проголосовало самое большое количество журналистов.
В 2012 г. получил главную национальную телевизионную премию Украины «Телетриумф-2012» в номинации «Интервьюер года».
С 2011 по 2013 год работал на «5 канале» (Украина), где вёл авторскую передачу «Портреты с Сергеем Дорофеевым» и ежедневное ток-шоу «Время. Итоги дня». Далее сотрудничал с телеканалом «Интер» (несостоявшееся ток-шоу на социальные темы) и ZIK (антикризисный менеджмент).
С октября 2014 по 2018 годы — пражский соведущий на телеканале «Настоящее время», совместного проекта Радио Свобода и Голоса Америки. Покинул СМИ из-за идеологических разногласий.
С лета 2018 года занялся медиасопровождением кандидата в президенты Украины и бывшего посла этой страны в Беларуси Романа Бессмертного.